# Orphnus imitator
Orphnus imitator är en skalbaggsart som beskrevs av Eugène Benderitter 1920. 
Orphnus imitator ingår i släktet Orphnus och familjen Orphnidae. Inga underarter finns listade i Catalogue of Life.